# La Luzerne
La Luzerne település Franciaországban, Manche megyében. Lakosainak száma 81 fő (2022. január 1.). La Luzerne Villiers-Fossard, Couvains, Le Mesnil-Rouxelin, Saint-André-de-l’Épine és Saint-Lô községekkel határos.

## Népesség
A település népességének változása:
| Lakosok száma | 62   | 44   | 48   | 41   | 65   | 79   | 76   | 74   | 76   | 81   |
|               | 1968 | 1982 | 1990 | 2006 | 2013 | 2015 | 2017 | 2019 | 2020 | 2022 |